# سيلفستر نوريس (كرة سلة)
سيلفستر نوريس (بالإنجليزية: Sylvester Norris)‏ مواليد 18 فبراير 1957 في جاكسون، هو لاعب كرة سلة أمريكي سابق. تم اختياره من قبل فريق سان أنطونيو سبرز خلال الدرافت. حمل الرقم 40. يبلغ طوله 6 قدم 11 بوصة (2.1 م). لعب مع سان أنطونيو سبرز في الدوري الأمريكي لكرة السلة للمحترفين وروزيتو شاركز.

## روابط خارجية
- سيلفستر نوريس على موقع إن بي أي (الإنجليزية)
- سيلفستر نوريس على موقع سبورتس رفرنس (الإنجليزية)
- سيلفستر نوريس على موقع كلية كرة السلة في سبورتس رفرنس.كوم (الإنجليزية)
- سيلفستر نوريس على موقع ريلجم (الإنجليزية)
- سيلفستر نوريس على موقع بروبوليرز (الإنجليزية)